# Валбжих
Ва́лбжих (пол. Wałbrzych, чеш. Valbřich, Valdenburk, нем. Waldenburg) — город в Польше, один из важнейших центров в Нижнесилезском воеводстве, районный центр Валбжихского повета (района). До Второй мировой войны был известен под немецким названием Вальденбург.

## География

### Положение
Валбжих находится в центральной части Судетов на территории двух регионов: Западно-Судетского предгорья и восточной части Средних Судетов. Город расположен на берегу реки Пэлчницы в небольшой Валбжихской котловине и на окружающих её Валбжихских горах и занимает территорию 85 км² (3-е место по площади среди городов Нижнесилезского воеводства после Вроцлава и Еленей Гуры). Протяжённость в направлении с востока на запад составляет 12 км, с севера на юг — 22 км. Административная граница Валбжиха пролегает в основном по естественным границам: долинам, горам и горным рекам. Самая высокая точка — гора Боровая — 853 м н. у. м. Самая низкая точка — долина р. Пэлчницы — 315 м н. у. м.

### Расстояние до ближайших городов
- Свебодзице — 12 км
- Мерошув, Голиньск (пограничные пункты) — 17 км
- Свидница — 27 км
- Клодзко — 57 км
- Легница — 60 км
- Еленя-Гура — 63 км
- Вроцлав — 65 км
- Ополе — 150 км
- Зелёна-Гура — 168 км

## Климат
Климат Валбжиха — предгорный, котловинный — зависит от океанического климата. Климат характеризуется достаточно сильными колебаниями температуры в течение суток. В целом климат холодный, возможны очень резкие изменения погоды. Климат характеризуется резкими зимами и большим количеством атмосферных осадков. Преобладают ветра западные и близкие к западным, что является следствием высокого давления прежде всего в южной и западной части гор. Этот эффект имеет место как летом, так и зимой.

## Природа
Природа Валбжиха восстанавливается от урона, нанесённого ей нещадной эксплуатацией промышленностью. После того, как разработка недр Нижней Силезии пришла в упадок, Валбжих стал зелёным городом. На его территории разбиты 7 городских парков (самый крупный из которых — Пейзажный парк «Ксёнж»).

## История

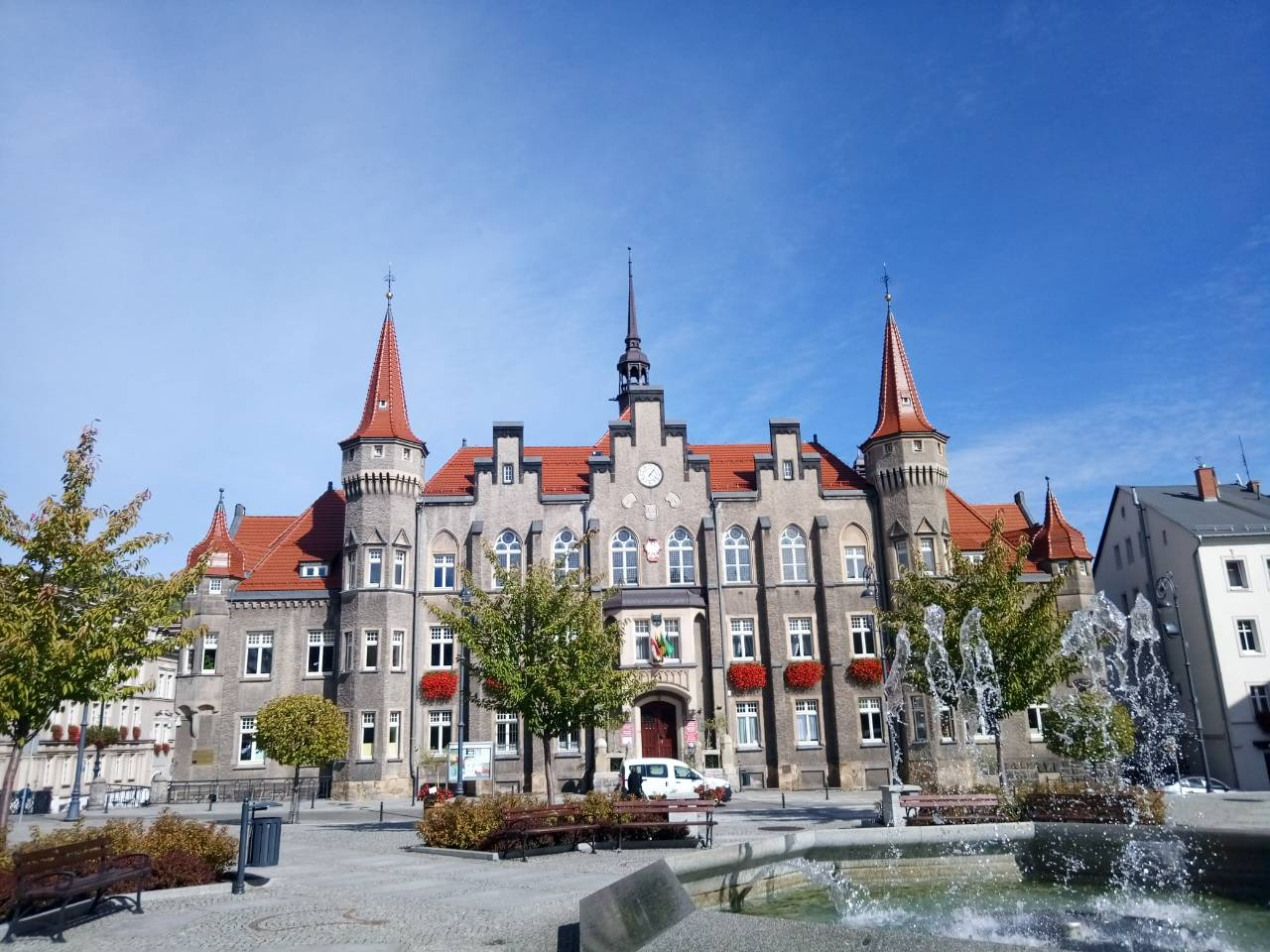
Ратуша

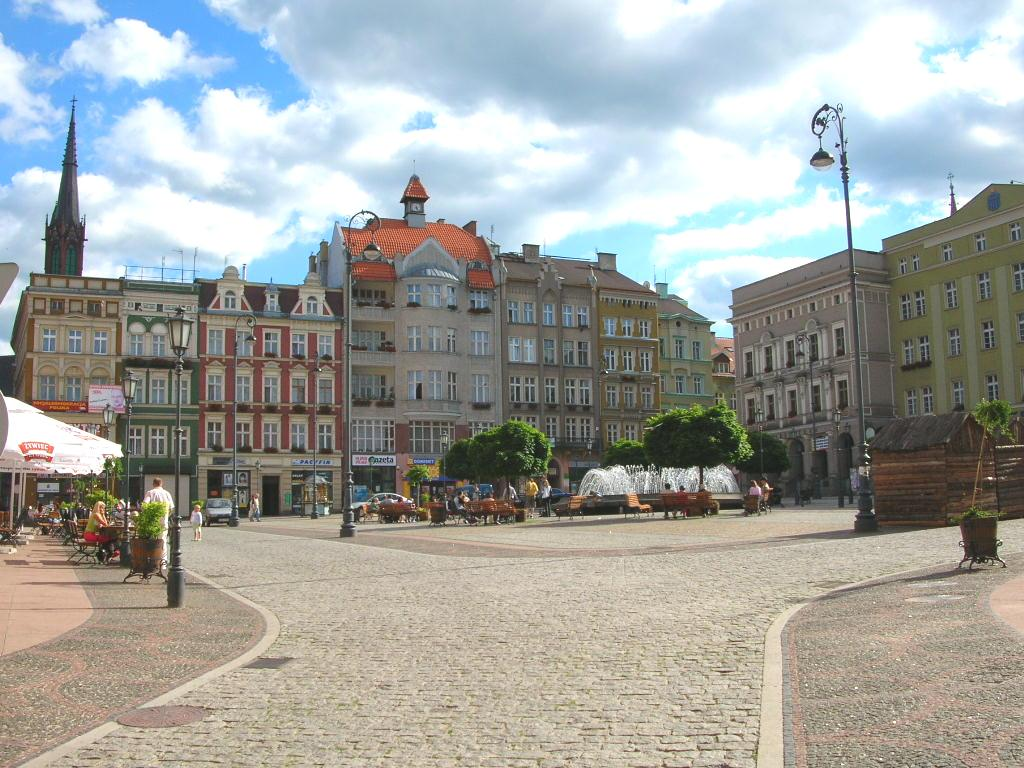
Рыночная площадь

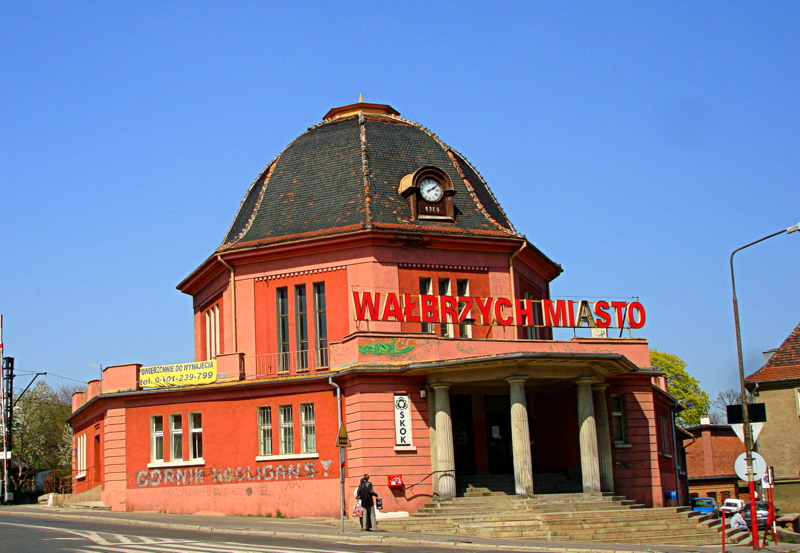
Железнодорожный вокзал

Валбжих основан в 1305 году, статус города получил около 1400 года.
Наивысший расцвет город переживал в XIX веке во время развития промышленности — в основном горнодобывающей и коксования; также было распространено ткачество, производство (роспись) фарфора и стеклянных изделий.
Неподалёку от Валбжиха находится фактически слившийся с ним город Щавно-Здруй (от улицы рядом с автовокзалом туда едут авт. 5 и 14). Именно там В. Г. Белинский в июле 1847 года написал своё знаменитое «Письмо к Гоголю».
В 2015—2018 года город привлёк внимание мировых СМИ сообщениями о якобы обнаруженном в тоннелях возле города нацистского поезда с золотом.

## Население
Население — 122 411 жителей (2009). По численности населения — второй город в Нижнесилезском воеводстве (уступает только Вроцлаву).

## Административное положение и устройство
В 1975—1998 гг. город административно относился к Валбжихскому воеводству.
После административной реформы с 1 января 2003 года является районным центром Валбжихского повета и является самым крупным городом со статусом центра повета.

## Города-побратимы
- Градец-Кралове, Чехия (1991)
- Фрайберг, Германия (1991)
- Тула, Россия (1991)
- Ястарня, Польша (1997)
- Фоджа, Италия (1998)
- Гзира, Мальта (2000)
- Ванн, Франция (2001)
- Борислав, Украина (2009)

## Известные уроженцы
- Менцель, Вольфганг (1798—1873) — немецкий писатель и критик.